# Estudio 3
Estudio 3 va ser un espai de ficció emès per la cadena Televisió Espanyola entre 1963 i 1965. Un dels primers espais televisius gravats en els llavors nous estudis de Prado del Rey, concretament en l'estudi 3, que dona títol a la sèrie.

## Format
Es tractava d'espais dramàtics sense connexió argumental entre els diferents episodis. Es tractava de guions tant d'autors novells, entre els quals s'havien presentat al Concurs Permanent de Guions com a adaptacions d'escriptors consagrats o textos de Luis Peñafiel, pseudònim de Narciso Ibáñez Serrador, que a més va dirigir i va interpretar molts episodis. Els gèneres tractats anaven des del terror a la comèdia o el drama.
Cada episodi, comptava a més amb el seu propi realitzador, i poden esmentar-se Alberto González Vergel, Domingo Almendros, Juan Guerrero Zamora, Gabriel Ibáñez o Pedro Luis Ramírez.

## Llista d'episodis
A continuació, llista d'episodis emesos:
- El soñador, 1963
  - Director: Alberto González Vergel.
  - Intèrprets:Gemma Cuervo, Fernando Guillén, Josefina Díaz, Josefina Martín

- La boda, 1963
  - Intèrprets: Jesús Puente, María Luisa Rubio

- La cena, 1963
  - Director: Gabriel Ibáñez.
  - Autor: Clemente Pamploma
  - Intèrprets: María Dolores Losada, Amparo Pamplona, Tony Soler, Manuel Soriano, Juan Ramón Torremocha

- Los señores de Morales, 21 d'octubre de 1963
  - Intèrprets: María José Alfonso, Mercedes Barranco, Vicente Haro, Tina Sáinz

- Ejemplo del doncel ingrato, 28 d'octubre de 1963
  - Intèrprets: Fernando Delgado, Félix Fernández, Mary González

- Muerte bajo el sol, 9 de desembre de 1963
  - Intèrprets: Carlos Casaravilla

- Lo mejor de lo mejor, 23 de desembre de 1963
  - Intèrprets: Antonio Casas, Silvia Solar

- Las Mil y Una Bombillas, 6 de gener de 1964
  - Director: Narciso Ibáñez Serrador.
  - Autor: Narciso Ibáñez Serrador
  - Intèrprets: Elena Balduque, Manuel Escalera, Roberto Llamas, Gabriel Llopart, Alberto Solá

- El extraño caso del Sr. Kellerman, 13 de gener de 1964
  - Director:Gabriel Ibáñez
  - Autor: Narciso Ibáñez Serrador
  - Intèrprets: Concha Goyanes, Vicente Haro, Narciso Ibáñez Serrador, Elena María Tejeiro

- La puerta de Michob Ader, 20 de gener de 1964
  - Intèrprets:Manuel Andrés, Miguel Armario, Guillermo Bredeston, Julio Goróstegui, Narciso Ibáñez Menta, María José Valero

- Como a un Perro, 24 de gener de 1964
  - Director:Gabriel Ibáñez
  - Autor: Narciso Ibáñez Serrador
  - Intèrprets:Jorge Burgos, Irene Daina, Narciso Ibáñez Serrador, Roberto Llamas

- Estación 83, 27 de gener de 1964
  - Director:Gabriel Ibáñez
  - Autor: Narciso Ibáñez Serrador
  - Intèrprets: José Bódalo, Miguel de la Riva, Antonio Ferrandis, Guillermo Hidalgo, Narciso Ibáñez Menta, Narciso Ibáñez Serrador

- El guateque, 3 de febrer de 1964
  - Director: Narciso Ibáñez Serrador.
  - Autor: Narciso Ibáñez Serrador
  - Intèrprets: Daniel Dicenta, Alfonso Gallardo, Mary González, Mara Goyanes, Lola Herrera, Mary Paz Pondal, Ramón Reparaz, Manuel Tejada

- Diez semanas para un frack, 10 de febrer de 1964
  - Director: Narciso Ibáñez Serrador.
  - Autor: Narciso Ibáñez Serrador
  - Intèrprets: Susana Canales, Salvador Cortés, Rosa Luisa Goróstegui

- El fin de Águila Negra, 17 de febrer de 1964
  - Director: Narciso Ibáñez Serrador.
  - Autor: Narciso Ibáñez Serrador
  - Intèrprets: Manuel Andrés, Narciso Ibáñez Menta, Narciso Ibáñez Serrador, Roberto Llamas

- El Lobo, de març de 1964
  - Director: Narciso Ibáñez Serrador.
  - Autor: Narciso Ibáñez Serrador
  - Intèrprets: Tota Alba, Narciso Ibáñez Menta, Asunción Montijano, Isabel María Pérez, Manuel Torremocha

- La noche se llama Paula, 9 de març de 1964
  - Director:Gabriel Ibáñez
  - Autor: Narciso Ibáñez Serrador
  - Intèrprets: Susana Canales, Narciso Ibáñez Serrador

- Los honorables Señores Morgan, 16 de març de 1964
  - Director: Narciso Ibáñez Serrador.
  - Autor: Narciso Ibáñez Serrador
  - Intèrprets: Susana Canales, Irán Eory, Milagros Leal, Manuel Torremocha

- Simon de Samaria, 23 de març de 1964
  - Director: Narciso Ibáñez Serrador.
  - Autor: Narciso Ibáñez Serrador
  - Intèrprets: Narciso Ibáñez Menta, Francisco Pierrá, Jorge Vico

- Concierto para piano y Matrimonio, 6 d'abril de 1964
  - Director:Gabriel Ibáñez
  - Autor: Narciso Ibáñez Serrador
  - Intèrprets: Narciso Ibáñez Serrador, María Fernanda D'Ocón, Joaquín Escola, Vicente Haro.

- La última hoja, 13 d'abril de 1964
  - Director: Narciso Ibáñez Serrador.
  - Autor: Narciso Ibáñez Serrador
  - Intèrprets: Narciso Ibáñez Serrador, Susana Canales, Félix Dafauce, Lola Herrera

- Agua viva, 20 d'abril de 1964
  - Director: Narciso Ibáñez Serrador.
  - Autor: Narciso Ibáñez Serrador
  - Intèrprets: Guillermo Hidalgo, Narciso Ibáñez Menta, Jorge Vico

- Los tres centavos de Johnny Kerman, 27 d'abril de 1964
  - Director: Narciso Ibáñez Serrador.
  - Autor: Narciso Ibáñez Serrador
  - Intèrprets:Carlos Estrada, Paco Morán

- El medallón de la señora Conway, 4 de maig de 1964
  - Director:Gabriel Ibáñez
  - Autor: Narciso Ibáñez Serrador
  - Intèrprets: Tota Alba, Susana Canales, Julio Goróstegui, Narciso Ibáñez Serrador

- Turismo de invierno, 25 de maig de 1964
  - Autor: Narciso Ibáñez Serrador
  - Intèrprets: Joaquín Escola, Narciso Ibáñez Menta, Mary Paz Pondal

- Menú de primavera, 8 de juny de 1964
  - Director: Narciso Ibáñez Serrador
  - Autor: O.Henry
  - Intèrprets:Susana Canales, Marga de los Llanos, Ricardo Merino

- Obsesión, 15 de juny de 1964
  - Director:Gabriel Ibáñez
  - Autor: Narciso Ibáñez Serrador
  - Intèrprets: Narciso Ibáñez Serrador

- El nacimientos del profeta Isa, 22 de juny de 1964
  - Director:Gabriel Ibáñez
  - Autor: Narciso Ibáñez Serrador
  - Intèrprets: Narciso Ibáñez Serrador, Irán Eory, Joaquín Escola, Héctor Quiroga

- Un Hombre Encantador, 29 de juny de 1964
  - Director: Narciso Ibáñez Serrador.
  - Autor: Narciso Ibáñez Serrador
  - Intèrprets: Narciso Ibáñez Serrador

- El Retablo de las Maravillas, 6 de juliol de 1964

- La familia de Domingo, 12 de julio de 1964
  - Director:Gabriel Ibáñez
  - Autor: Alfredo Baño
  - Intèrprets: Jesús Puente, Tina Sáinz, Joaquín Pamplona, Rosa Luisa Goróstegui, Mary González.

- El canto del cisne, 3 d'agost de 1964
  - Director:Gabriel Ibáñez
  - Autor: Anton Txekhov
  - Intèrprets: Emiliano Redondo, Enrique Navarro

- 15 de març, 10 d'agost de 1964
  - Director:Gabriel Ibáñez
  - Autor: Alfredo Baño
  - Intèrprets: Paco Morán, José María Prada, Héctor Quiroga

- El Oído Privado, 17 d'agost de 1964
  - Director: Alberto González Vergel
  - Autor: Peter Shaffer
  - Intèrprets: Fernando Guillén, Gemma Cuervo.

- Parece Mentira, 24 d'agost de 1964
  - Director: Alberto González Vergel
  - Autor: Peter Shaffer
  - Intèrprets: Fernando Delgado, José María Prada, Pablo Sanz

- La pata del mono, 1 de setembre de 1964
  - Director:Gabriel Ibáñez
  - Intèrprets: María Banquer, Vicente Haro, Blas Martín

- La Muerte de Orfeo, 7 de setembre de 1964
  - Director:Gabriel Ibáñez
  - Autor: Jean Cocteau
  - Intèrprets: Carlos Ballesteros, Lola Herrera

- La Inocente, 14 de setembre de 1964
  - Director: Alberto González Vergel
  - Autor: H.R. Lenormand
  - Intèrprets: Manuel de Blas, Roberto Llamas, Paloma Lorena, Tina Sáinz

- El Juguete, 21 de setembre de 1964
  - Director:Gabriel Ibáñez
  - Autor: Saturnino Cantalejo
  - Intèrprets: José Calvo, Joaquín Dicenta, Pablo Sanz

- Miss Phipps Viaja de Noche, 28 de setembre de 1964
  - Director:Gabriel Ibáñez
  - Autor: Alfredo Baño
  - Intèrprets: Margot Cottens, Paco Morán

- Pudiera Ser el Cuarto, 4 d'octubre de 1964
  - Director: Domingo Almedros
  - Autor: Gonzalo Azcárraga

- Balada Del Rey De Oros, 11 d'octubre de 1964
  - Director: Pedro Luis Ramírez
  - Autor: Francisco Umbral

- Leyenda Del Caballero y La Muerte, 18 d'octubre de 1964
  - Director: Juan Guerrero Zamora
  - Autor: Emilia Burillo

- Los Vencidos, 25 d'octubre de 1964
  - Director: Ricardo Blasco
  - Autor: Hermógenes Sáinz

- La Taza De Café, 8 de novembre de 1964
  - Director: Pedro Luis Ramírez
  - Autor: Manuel Ruiz Castillo

- La Visita Llegó a las Doce, 3 de gener de 1965
  - Director: Pedro Luis Ramírez
  - Autor: Manuel Tamayo
  - Intèrprets: Jesús Puente, María Burgos, Félix Fernández

- Las Mojigangas del Señor Director, 10 de gener de 1965
  - Director: Juan Guerrero Zamora
  - Autor: Rafael Palma
  - Intèrprets: Antonio Acebal, Alfonso del Real, Montserrat Julió, Olga Peiró, José María Prada

- A mí lo que me tira es el comercio, 24 de gener de 1965
  - Director: Ricardo Blasco
  - Autor: José María Lizar
  - Intèrprets: Manuel Alexandre, Rafaela Aparicio, Alicia Hermida, Pedro Porcel, Mònica Randall

- La muñeca vieja y fea, 30 de gener de 1965
  - Director: Domingo Almendros
  - Autor: Antonio Vera Ramirez
  - Intèrprets: José Bódalo, Nela Conjiu, Mary González, Isabel María Pérez

- La puerta que da al jardín, 7 de febrer de 1965
  - Director: Pedro Luis Ramírez
  - Autor:Antonio Colomer Prieto
  - Intèrprets: Valeriano Andrés, Tomás Blanco, Avelino Cánovas, Manuel Peiró, José María Prada

- Un televisor para la abuela, 14 de febrer de 1965
  - Director: Juan Guerrero Zamora
  - Autor: Antonio Vera Ramirez

- La última palabra, 28 de febrer de 1965
  - Director: Domingo Almendros
  - Autor: Pedro Gil Paradela
  - Intèrprets: Manuel Arbó, Julio Goróstegui, Manuel Peiró

- El Profesor Blumen, 7 de març de 1965
  - Director: Pedro Luis Ramírez
  - Autor: Carlos Muñiz
  - Intèrprets: José María Prada, María Luisa Merlo, Agustín Bescos, Mercedes Borqué, Avelino Cánovas, Alfonso del Real, Julio Goróstegui

- La primavera de la Señora Duncan, 14 d'agost de 1965
  - Intèrprets: Luz Márquez

- Un invento aprovechado, 28 d'agost de 1965
  - Intèrprets: Pastor Serrador

- El hornillo de gas, 11 de setembre de 1965
  - Intèrprets: Montserrat Carulla